# Picotear (aves)

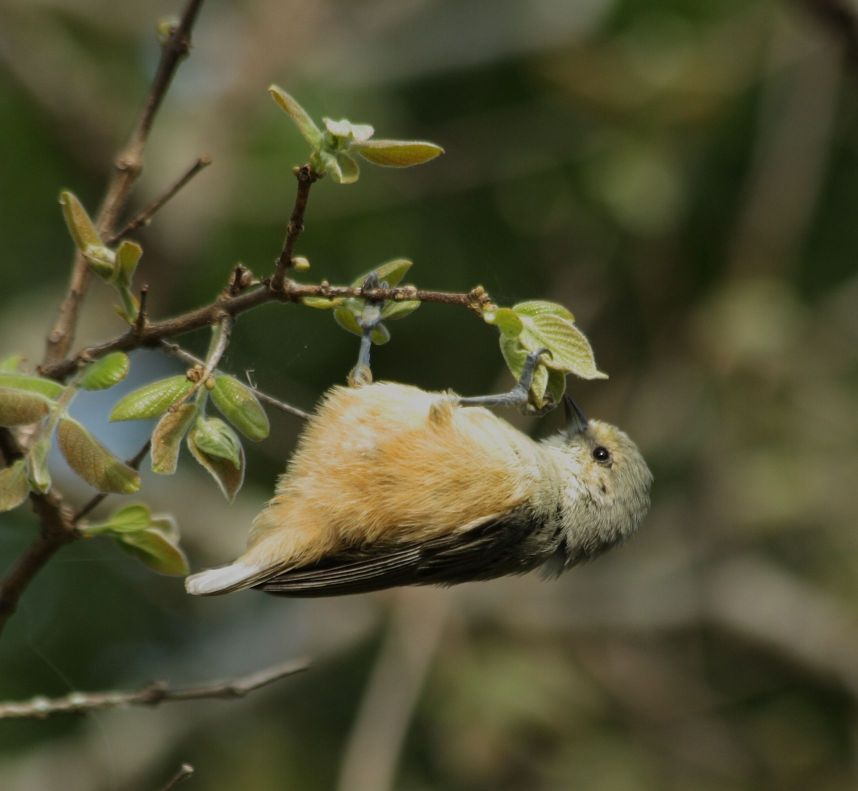
Pájaro moscón africano colgado del extremo de una rama mientras picotea.

Picotear es la estrategia de alimentación de las aves para capturar invertebrados, especialmente artrópodos, al tomarlos con su pico y alzarlos de entre el follaje o el suelo, de grietas entre las rocas y bajo las estructuras de las casas, o aun en el caso de piojos y ladillas de los animales. Este comportamiento contrasta con la caza al vuelo de insectos del aire y el perseguir insectos que se desplazan como es el caso de las hormigas. Este picoteo no hace referencia al alimentarse de granos, semillas o frutos.
El picoteo es una estrategia de alimentación común de algunos grupos de aves, incluidas las sitas, carboneros (incluidos los herrillos), chochines, furnáridos (incluido el hornero), agateadores, currucas, tiránidos, charlatanes, algunos colibríes y cucos. Numerosas aves utilizan varias estrategias de alimentación, dependiendo de las disponibilidad de diferentes fuentes de alimentos y oportunidades que se les presentan.